# Grattacielo Lancia
Il grattacielo Lancia, ufficialmente palazzo Lancia, è un edificio di Torino.
Si trova in via Vincenzo Lancia, nel quartiere cittadino di Borgo San Paolo. Voluto da Gianni Lancia per essere la sede della direzione dell'omonima casa automobilistica, fu progettato nel 1953 dall'architetto Nino Rosani, con la collaborazione dello studio Giò Ponti e fu sede della Lancia fino al 1969. Viene colloquialmente appellato "Pollice" dagli abitanti della zona.

## Storia
Costruito tra il 1954 e il 1957, il grattacielo fu acquisito nel 1969 dalla FIAT insieme a tutta l'area produttiva Lancia circostante, e restò di proprietà della maggiore casa automobilistica italiana fino al 2005, quando venne ceduto con una joint venture alla Beni Stabili e alla Gefim, per poi essere nuovamente rivenduto in blocco nel 2008 a un investitore privato.
Ulteriori rimodellamenti portarono alla riorganizzazione degli spazi interni, variandone anche parzialmente la destinazione d'uso da commerciale a residenziale, prevedendo dal nono al sedicesimo piano unità immobiliari di grande prestigio; tuttavia queste non furono mai costruite in quanto la crisi immobiliare iniziata nel 2007-2008 portò successivamente, nel 2014, al fallimento dell'azienda che intendeva attuare la riconversione.
Nonostante sia rimasto in parte inutilizzato fino al 2017, oggi il palazzo è completamente occupato da uffici aziendali. L'edificio è a tutt'oggi uno dei simboli della città, costituendo il potenziale epicentro del nuovo quartiere residenziale e terziario sorto recentemente nelle aree adiacenti, a seguito della demolizione dell'obsoleta area industriale Lancia.

## Caratteristiche progettuali

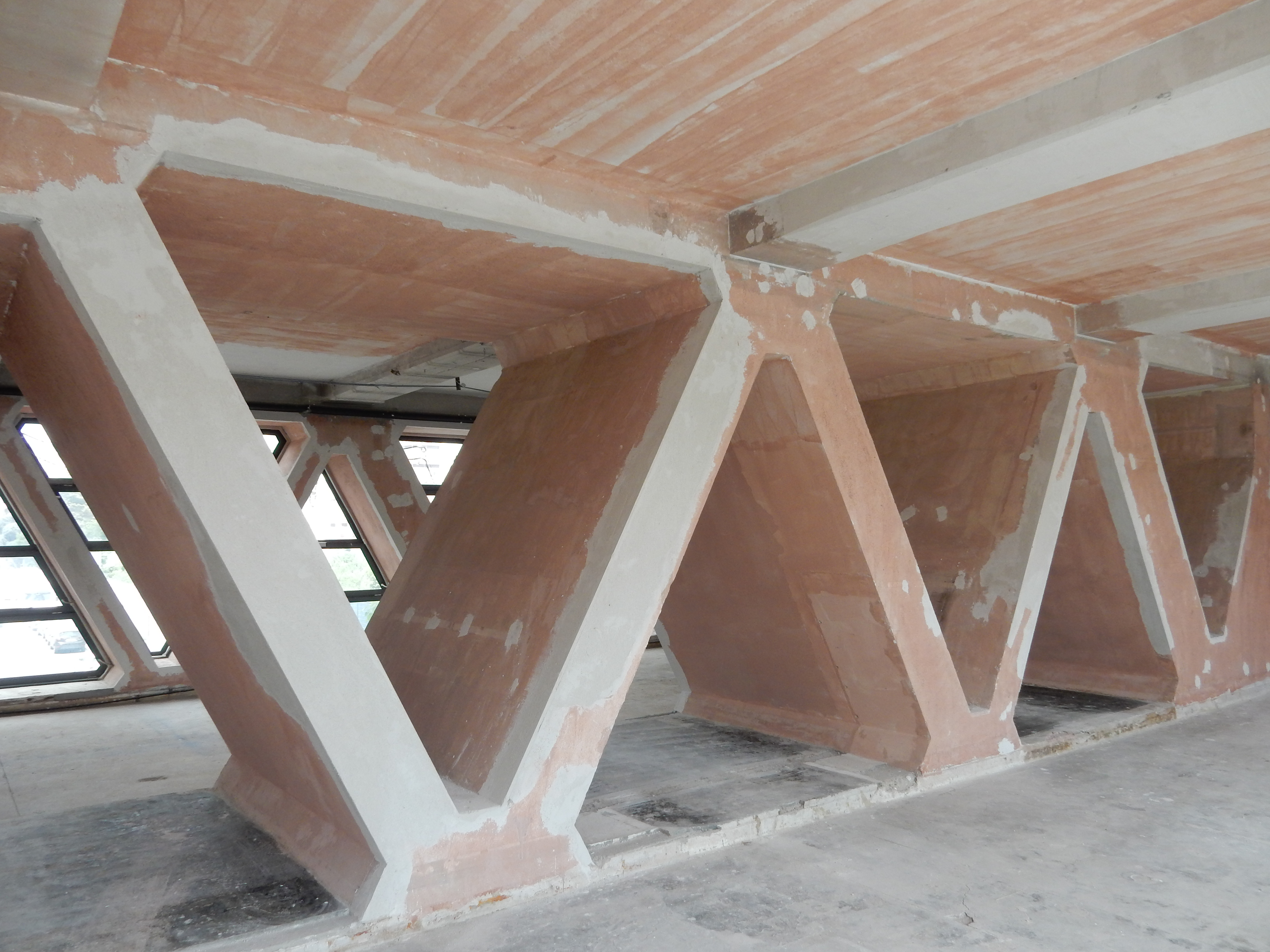
Dettaglio della travatura reticolare all'interno del grattacielo

Costruito dalla Italcementi su progetto dell'architetto Nino Rosani, il Grattacielo Lancia, con i suoi 70 metri di altezza, fu concepito per divenire l'elemento di connessione tra i due insediamenti industriali preesistenti e definitivamente dismessi nel 2007.
La nota particolarità dell'edificio risiede infatti nel sorgere a cavallo della sottostante via Vincenzo Lancia (già via Montenegro fino al 1945, poi via Braccini) grazie alla struttura a ponte di travi reticolari in calcestruzzo armato poggianti su due basi a diedro.
L'influenza dell'architetto Gio Ponti è percepibile dai molteplici riferimenti al Grattacielo Pirelli: la disposizione planimetrica che distribuisce gli uffici lungo le due facciate vetrate e l'alloggiamento di servizi, scale e ascensori nelle due estremità a pianta trapezoidale. Entrambe le facciate principali presentano ampie vetrate a specchio che scandiscono i 16 piani, mentre i prospetti laterali sono caratterizzati da finestre a incasso lungo tutta l'altezza dell'edificio.
L'edificio è tuttora dotato degli originari impianti Schindler, per quanto profondamente aggiornati e riammodernati: tre ascensori sul lato nord, e un ascensore più un montacarichi sul lato sud. Sul lato nord era inoltre presente un ascensore a paternoster, una tipologia oggi non più permessa per motivi di sicurezza.
Fino al 2005 sul tetto dell'edificio era presente la grande insegna del marchio Lancia.